# 黎平会议
黎平会议是在长征期间中共中央政治局的一次扩大会议。1934年12月15日，中央红军占领贵州黎平县。于18日在黎平翘街开黎平会议，周恩来主持会议，会议肯定并采纳了毛泽东的主张，通过了《中央政治局关于战略方针之决定》，决定放弃与红二、六军团会合的原定计划。

## 会议内容
通道会议上，中央红军暂时放弃去湘鄂边与贺龙红军会合的计划，而是向西进入敌人力量薄弱的贵州。度过眼前危机后，博古和李德反悔了，又要转头去找贺龙。毛泽东的向中央建议找地方再开个会，商量下一步该怎么走。12月15日红军占领贵州黎平，18日中央政治局召开特别会议，史称黎平会议。会上，毛泽东建议还是西进贵州，在贵州四川一带建立新的根据地，然后找个地方再开会，彻底讨论解决最近一年的经验教训。王稼祥、张闻天、周恩来、朱德继通道会议那样同意毛泽东的意见，博古和李德少数服从多数，最后中央政治局决议认为过去在湘西创立新的苏维埃根据地的决定在目前已经是不可能的，并且是不适宜的。政治局认为新的根据地区，应该是川黔边地区，在最初应以遵义为中心之地区。
黎平会议是中共中央红军入黔第一次会议，会议最后确定了向贵州转兵的战略决策，毛泽东的意见终于被党中央采纳，避免了陷入重围的危险，使红军争取了主动。黎平会议是长征以来具有决定意义战略转变的发端，为遵义会议的召开作了重要的准备。
会后，中央军委立即转发了中央政治局的这一新的决定，并要求各军团首长将中央的决定传达到师及梯队首长。为执行新的战略方针，决定对部队进行整编，撤销八军团并入五军团，军委一、二纵队合并为军委纵队。由刘伯承任司令员、陈云任政治委员、叶剑英任副司令员。
12月19日，中央军委根据黎平会议的决议作出了《关于执行中央政治局十二月十八日决定的决定》，即将中央红军分为左、右两个纵队向以遵义为中心的黔北地区前进。
12月31日，军委纵队到达猴场(草塘)。为确定红军进入黔北地区以后的行动方针，中央政治局于1935年1月1日又在猴场召开会议。猴场会议重申了黎平会议的决定，提出了红军渡过乌江后新行动方针，即彻底粉碎五次“围剿”，建立川黔边新苏区根据地。

## 与会人员
- 周恩来
- 博古
- 毛泽东
- 陈云
- 刘少奇
- 李德
- 刘伯承
- 叶剑英
- 王稼祥
- 张闻天
- 凯丰等。

## 会议影响
此次会议深刻印象中共中央和红军的命运和未来。它通过政治局会议，首次否定了博古、李德顽固坚持的使红军遭受巨大损失错误战略方针。最后确定了向贵州转兵的战略决策，对中共与红军而言，是长征以来具有决定意义战略转变的关键，为遵义会议的召开作了重要的准备。

## 纪念
黎平会议会址坐落在贵州省黎平县城德凤镇二郎坡52号，晚清修建的民居建筑，两端有高大的封火墙，房屋面宽五间。占地面积近1000平方米。正中有一座门楼，两边为铺面，当年是胡荣顺商号。走进门楼，里面是一个大院，有9个大小不同的天井，建筑面积近800平方米。大门悬挂陈云同志手书的“黎平会议会址”黑底金字横匾，内辟政治局会议室、周恩来住室、朱德住室、红军文物等七个展室，陈列文物，图表、题字等 360 余件，藏品120余件。
1978年被黎平县革命委员会列为县级文物保护单位。1982年贵州省人民政府公布为省级重点文物保护单位。1984年12月修葺一新的会址正式开放。1995年被共青团中央命名为“全国青少年爱国主义教育基地”。2005年11月被命名为第三批“全国爱国主义教育示范基地”。2006年5月25日，黎平会议会址被国务院批准列入第六批全国重点文物保护单位名单。2017年1月，国家发改委网站公布《全国红色旅游经典景区名录》，黎平会议会址入选中国红色旅游经典景区名录。